# Chanoy

Chanoy este o comună în departamentul Haute-Marne din nord-estul Franței. În 2009 avea o populație de 150 de locuitori.

## Evoluția populației
| An        | 1975 | 1982 | 1990 | 1999 | 2006 | 2009 |
| --------- | ---- | ---- | ---- | ---- | ---- | ---- |
| Populație | 153  | 152  | 147  | 107  | 136  | 150  |